# بطاطا كباب
بطاطا كباب أو بطاطا كوشة هو طبق جزائري تقليدي.

## الأصل
يرجع أصل هذا الطبق إلى مدينة الجزائر. أما من حيث اشتقاق الاسم، فهو مأخوذ من العربية الحضَرية المحلية لمدينة الجزائر، ويعني "كباب البطاطا".

## الوصف
هو طبق غني ومغذٍ، يُحضّر بصلصة بيضاء مُنكهة بالقرفة والبقدونس الطازج، ويُقدَّم مع لحم الدجاج أو لحم الغنم، بينما تُعد البطاطا المنزلية المكون الرئيسي فيه. يُستهلك هذا الطبق التقليدي بشكل خاص خلال شهر رمضان المبارك.